# Igor Vušurović
Igor Vušurović (em sérvio:  Игор Вушуровић; Berane, 24 de setembro de 1974) é um ex-jogador de voleibol montenegrino que conquistou a medalha de ouro nos Jogos Olímpicos de Verão de 2000, representando a então Iugoslávia.

## Carreira
Vušurović ganhou três medalhas no Campeonato Europeu, sendo uma delas de ouro em 2001 na República Checa. Em 1998 esteve no grupo que foi vice-campeão mundial no Japão.
Sua única aparição em Jogos Olímpicos foi na edição de Sydney 2000, onde a Iugoslávia chegou pela primeira vez a uma final olímpica após vencer a favorita Itália nas semifinais, e finalmente conquistando a medalha de ouro após vitória sobre a Rússia.
A nível de clubes jogou em sua carreira na Sérvia, Grécia, Itália e Rússia.